# یانی لیسکی
یانی لیسکی (فنلاندی: Jani Lyyski؛ زادهٔ ۱۶ مارس ۱۹۸۳) بازیکن فوتبال اهل فنلاند است.
از باشگاه‌هایی که در آن بازی کرده‌است می‌توان به باشگاه فوتبال ماریهامن، باشگاه فوتبال دیورگاردن، و باشگاه فوتبال واسان پالوسئورا اشاره کرد.
وی همچنین در تیم ملی فوتبال فنلاند بازی کرده‌است.